# Lanterna Magica (azienda)
Lanterna Magica è stato uno studio di animazione italiano con sede a Torino. Si occupava della produzione di audiovisivi animati (lungometraggi per il cinema o serie televisive).

## Storia
Nato nel 1983, lo studio, al momento della fondazione, si occupa principalmente di produrre e realizzare cortometraggi animati a scopo didattico, trattanti temi quali alcol, droga, fumo e altro, progetti che spesso vedono coinvolti gli stessi bambini.
Il piccolo studio decide, nel 1992, di intraprendere la realizzazione del suo primo lungometraggio intitolato La Freccia Azzurra, impresa molto ardua che necessiterà di ben 4 anni tra lavorazione e post-produzione, e che si avvale della collaborazione, tra gli altri, di Dario Fo e Lella Costa per il doppiaggio. Gli sforzi vengono ben ripagati dall'ottimo successo di critica e di pubblico dell'opera prima del gruppo di animatori italiani guidati da Enzo D'Alò.
Il successo del primo lungometraggio consente allo studio di raccogliere i fondi necessari per la prosecuzione del lavoro, la squadra viene confermata ed Enzo D'Alò è ancora a capo del team; quindi in soli due anni viene realizzato La gabbianella e il gatto. Anche questa volta il lavoro è apprezzato dalla critica e il riscontro di pubblico non tarda ad arrivare, facendo di questo film il cartone animato italiano di maggior successo.
La Lanterna Magica replica ancora una volta, nel 2001, il successo di critica con Aida degli alberi: il film ottiene anche un buon riscontro commerciale, che rimane però inferiore al precedente lungometraggio. Nel 2003 le studio realizza Totò Sapore e la magica storia della pizza, anche quest'ultimo accolto favorevolmente da critica e pubblico, sebbene non riesca a replicare il successo di La gabbianella e il gatto.
A partire dagli anni novanta lo studio è attivo anche nel settore delle serie TV, riscuotendo anche qui un buon successo tra i più piccoli.
La prima sigla della Melevisione è stata creata dalla Lanterna Magica.
Nel 2000 la società ha dichiarato fallimento ed è stata acquisita da Medusa Film.

## Produzioni

### Lungometraggi per il cinema
- La Freccia Azzurra (1996)
- La gabbianella e il gatto (1998)
- Aida degli alberi (2001)
- Totò Sapore e la magica storia della pizza (2003)
- Nat e il segreto di Eleonora (2009)

### Distribuzione cinematografica
- La foresta magica (2001)
- Jonah: un film dei Verdurini (2002)
- Valiant - Piccioni da combattimento (2005)
- Space Chimps - Missione spaziale (2008)

### Serie televisive
- Pimpa - Le nuove avventure (1997)
- Sopra i tetti di Venezia (2001)
- Le Avventure di Neve & Gliz (2005)
- Gino il pollo perso nella rete (2006)
- Matt & Manson (2008)

### Film televisivi
- Kamillo Kromo (1993)
- Il Generale e i Fratellini d'Italia (2011)